# Torsten Diehl
Torsten Diehl ist ein deutscher Theaterregisseur und Autor, der in Hamburg lebt.

## Leben
Bereits während der Schulzeit wirkte Diehl am Stadttheater Gießen in zahlreichen Theaterproduktionen mit und spielte in diversen Bands. Nach dem Abitur absolvierte er ein Schauspielstudium in Hamburg und wurde unter anderem als einziger Schüler von Ulrich Wildgruber ausgebildet. Anschließend studierte er Germanistik, Theaterwissenschaften und Philosophie an der Universität Hamburg. Es folgte eine Regieassistenz am Deutschen Schauspielhaus Hamburg, für seine ersten freien Produktionen erhielt er diverse Förderpreise. Seit 1994 arbeitet er als freier Regisseur. Von 1997 bis 2006 war er erster Vorsitzender des Landesverbandes der Freien Theater in Hamburg, später Mitglied im Vorstand des Bundesverbandes. 2005 gründete er das Theater-Festival „150 % made in hamburg“, welches er zwei Jahre leitete. Bis 2010 baute er das Aus- und Weiterbildungsinstitut „Schauspieltraining“ auf, seit 2012 ist er Schulleiter und Dozent am „ISDF - Institut für Schauspiel Drama und Film“, einer privaten Schauspielschule in Hamburg. Seine Produktionen zählen seit 2006 am Monsun-Theater in Hamburg beständig zum Spielplan, 2011 wurde sein Stück Schädelöffnung unter seiner Regie am Deutschen Schauspielhaus Hamburg uraufgeführt. Es folgten weitere Inszenierungen am Deutschen Schauspielhaus. Diehls multimediale Inszenierungen sind geprägt durch bildgewaltige Videoinstallationen und bewegende Sound-Collagen. Seine Kurzfilme entstehen in der eigenen Produktionsfirma „Kurzfilm Hamburg“, wo er unter anderem als Drehbuchautor und Regisseur tätig ist.

## Arbeiten (Auswahl)
- 1994 – Sturm nach Hans Henny Jahnn – Teatron Hamburg
- 1995 – Der Arzt / Sein Weib / Sein Sohn von Hans Henny Jahnn – Hamburger Gaswerk (Co-Produktion mit dem Deutschen Schauspielhaus Hamburg)
- 1997 – Urfaust von Johann Wolfgang von Goethe – Fabrik Hamburg
- 1998 – Mutabor aus Frankenstein – Aus dem Leben der Angestellten von Wolfgang Deichsel – Speicherstadt Hamburg
- 1999 – Mittagswende von Paul Claudel – Fabrik Hamburg
- 2000 – Spiegel der Zeiten von Torsten Diehl – Hamburger Rathaus
- 2001 – French Connection von J.B. Molière und Paul Claudel – Kulturbahnhof Altona
- 2002 – Macbeth nach William Shakespeare von Torsten Diehl – Theatersaal Osterkirche Hamburg
- 2004 – Der König stirbt von Eugène Ionesco – Kulturbühne Bugenhagen
- 2005 – Romeo und Julia von William Shakespeare – Hamburger Sprechwerk
- 2006 – Ostpolzug von Arnolt Bronnen – Kampnagel Hamburg
- 2006 – Die Abwesenheit – eine kollaborierte Theatralität – Monsun-Theater Hamburg
- 2007 – Sommernachtstraum nach William Shakespeare von Torsten Diehl – Theatersaal Gymnasium Allee
- 2007 – Don Juan kommt aus dem Krieg von Ödön von Horváth – Monsun-Theater Hamburg
- 2008 – Geschmacklosigkeit von Julia Jessen – Monsun-Theater Hamburg
- 2008 – Grimm – Dein Alptraum ist mein Märchen (Grimm I-IV) nach den Gebr. Grimm von Torsten Diehl – Monsun-Theater Hamburg
- 2009 – Grimm V – Sterntaler nach den Gebr. Grimm von Torsten Diehl – Kampnagel Hamburg
- 2009 – Des Rätsels Theater von Torsten Diehl – Monsun-Theater Hamburg
- 2010 – Faust I/II von Johann Wolfgang von Goethe – Monsun-Theater Hamburg
- 2010 – Othello nach William Shakespeare von Torsten Diehl – Monsun-Theater Hamburg
- 2011 – Schädelöffnung von Torsten Diehl – Deutsches Schauspielhaus Hamburg
- 2011 – Bar(e)stor(i)e(s) von Torsten Diehl – Monsun-Theater Hamburg
- 2012 – Ein unbedeutender Mensch nach Anton Cechov von Torsten Diehl – Monsun-Theater Hamburg
- 2012 – Emilia Galotti nach Gotthold Ephraim Lessing von Torsten Diehl – Monsun-Theater Hamburg
- 2013 – Drei Schwestern Pussys von Torsten Diehl nach einer Idee von Ute Hannig – Deutsches Schauspielhaus Hamburg
- 2013 – YIN-AND-YOUNG von Torsten Diehl – Deutsches Schauspielhaus Hamburg
- 2014 – Ein Sommernachtstraum von William Shakespeare
- 2014 – Endgegner von Torsten Diehl – Monsun-Theater Hamburg[1]
- 2015 – Trilogie der Angst I-III; (I) Woyzeck von Georg Büchner, (III) Ohne Verbindung von Torsten Diehl – Monsun-Theater Hamburg
- 2020 – Macbeth von William Shakespeare  - Theater in der Marzipanfabrik, WhiteHall[2]